# کارلواتس
کارلُواتس (به کرواتی: Karlovac) شهری در کارلوواک کشور کرواسی است که جمعیت آن در سال ۲۰۱۱ میلادی ۵۷٬۷۶۵ نفر بوده‌است.